# 1995 OT
1995 OT är en asteroid i huvudbältet som upptäcktes den 24 juli 1995 av de båda japanska astronomerna Takeshi Urata och Yoshisada Shimizu vid Nachi-Katsuura-observatoriet.